# Трећа бригада Тринаесте дивизије НОВЈ
Трећа (приморско-горанска) бригада 13. дивизије НОВЈ формирана је у Лучанима, код Делница 25. јула 1944. године од два батаљона Другог приморско-горанског НОП одреда (1. и 2. батаљон бригаде), а 3. батаљон формиран је од по једне чете Прве и Друге бригаде 13. дивизије и Ударне чете Штаба 13. дивизије. Тада је имала и пратећу чету, чету за везу, минерски, извиђачки и санитетски вод. У њеним јединицама 20. августа 1944. било је 902 борца, наоружаних са 500 пушака, 71 аутоматом, 36 пушкомитраљеза, 6 митраљеза, 3 минобацача, 3 противтенковске пушке и 72 пиштоља.
У августу и септембру дејствовала је у захвату комуникација Огулин-Бриње, Сењ-Краљевица и Огулин-Сушак. Учествовала је у заузимању аеродрома Гробничко поље 15. септембра. Од 11. до 23. октобра водила је борбе код Злобина, Фужина и Делница, а потом се 4. новембра прикупила у Дрежници одакле је упућена у Лику, где је дејствовала до пролећа 1945. године. Учествовлаа је у ослобађању Ловинца и Светог Рока 16. новембра. Истакла се у борбама код Метка, Госпића и око Коренице, а од друге половине марта 1945. до краја рата учествовала је у ослобођењу Лике, Хрватског приморја, Горског котара (Личко-приморска операција) и једног дела Словеније.
Одликована је Орденом заслуга за народ.